# Гинтер Принцинг
Гинтер Принцинг (Хамбург, 24. септембар 1943) немачки је византолог, историчар и академик, инострани члан састава Српске академије науке и уметности од 4. новембра 2021.

## Биографија
Завршио је Универзитет у Хамбургу 1963, Универзитет у Бечу 1963—1964, Универзитет у Лиону 1964—1965. и основне студије византологије, славистике и историје Источне и Југоисточне Европе на Универзитету у Минхену 1965—1969. Докторирао је на Универзитету „Лудвиг Максимилијан” у Минхену 1971. и хабилитацију на Вестфалском универзитету „Вилхелм” у Минстеру 1980. Радио је као асистент на Универзитету „Рур” у Бохуму, на Одељењу за историју 1971—1982, као ванредни професор 1982—1986. на Универзитету „Јохан Гутенберг” у Мајнцу, Катедри за византологију, као професор 1986—2009. и као професор емеритус од 2009. године. Био је уредник Публикације из Мајнца о византијским студијама (Mainzer Veröffentlichungen zur Byzantinistik), уредник серије 1994—2017. и коуредник  Југоисточна истраживања (Südost-Forschungen) 2017. Члан је Међународне асоцијације за проучавање Југоисточне Европе, председник огранка у Мајнцу 1999—2009, председник Немачке асоцијације византолога 2001—2011, Академије науке Берлин–Бранденбург и руководилац пројекта Просопографија средњовизантијског периода 2007—2012. Добитник је Бронзане медаље „Zasłużony Kulturzy Gloria Artis” 2007. године и Бронзане медаља за заслуге Универзитета „Адам Мицкјевич” у Познању 2017.